# Bjeloševina (gmina Nikšić)
Bjeloševina (cyr. Бјелошевина) – wieś w Czarnogórze, w gminie Nikšić. W 2011 roku liczyła 217 mieszkańców.